# Arrondissement Sarrebourg
Arrondissement Sarrebourg (fr. Arrondissement de Sarrebourg) byla správní územní jednotka ležící v departementu Moselle a regionu Lotrinsko ve Francii. Členila se dále na pět kantonů a 102 obce. K 1. lednu 2016 byl sloučen s arrondissementem Château-Salins do nově vzniklého arrondissementu Sarrebourg-Château-Salins.

## Kantony
- Fénétrange
- Lorquin
- Phalsbourg
- Réchicourt-le-Château
- Sarrebourg